# Liste des telenovelas et séries de GMA Network

Logo de GMA Network.

Cet article présente la liste des telenovelas et séries de GMA Network par année de 1980 à aujourd'hui.

## Années 1980
- Anna Liza
- Guni Guni
- Nang Dahil sa Pag-Ibig
- Yagit
- Amorsola
- Mirasol del Cielo
- Andrea Amor
- Princess
- Gintong Kristal
- Golpe de Gulo
- Kaming Mga Ulila
- Evelio
- Kadenang Rosas

## Années 1990

### 1994
- Batong Buhay
- Angelito

### 1995
- Valiente
- Kadenang Kristal
- T.G.I.S.
- Villa Quintana

### 1996
- Lyra
- Mia Gracia
- Anna Karenina

### 1997
- Ikaw na Sana
- Growing Up
- Del Tierro

### 1998
- Ganyan Kita Kamahal
- Halik sa Apoy
- TEXT (The Extreme Team)

### 1999
- Rio Del Mar
- Di Ba't Ikaw
- Kirara, Ano ang Kulay ng Pag-ibig?
- Pintados
- L
- Codename: Verano
- Click
- Liwanag ng Hatinggabi

## Années 2000

### 2000
- Tago Ka Na!
- Umulan Man o Umaraw
- Munting Anghel
- Tuwing Kapiling Ka

### 2001
- Biglang Sibol, Bayang Impasibol
- Ikaw Lang ang Mamahalin
- Sa Dako Pa Roon
- Sana ay Ikaw na Nga

### 2002
- Kung Mawawala Ka
- Kahit Kailan
- Ang Iibigin ay Ikaw
- Habang Kapiling Ka

### 2003
- Ang Iibigin ay Ikaw Pa Rin
- Narito Ang Puso Ko
- Hawak Ko ang Langit
- Twin Hearts
- Walang Hanggan

### 2004
- Te Amo, Maging Sino Ka Man
- Ikaw sa Puso Ko
- Hanggang Kailan
- Marinara
- Mulawin
- Joyride
- Forever in My Heart
- Leya, ang Pinakamagandang Babae sa Ilalim ng Lupa

### 2005
- Saang Sulok ng Langit
- Mukha
- Darna
- Encantadiaa
- Ganti
- Sugo
- Kung Mamahalin Mo Lang Ako
- Agos
- Etheria

### 2006
- Tinig
- Agawin Mo Man ang Lahat
- Hongkong Flight 143
- Encantadia: Pag-ibig Hanggang Wakas
- Majika
- Duyan
- Fantastikids
- I Luv NY
- Captain Barbell
- Linlang
- Pinakamamahal
- Bakekang
- Dangal
- Atlantika
- Makita Ka Lang Muli

### 2007
- Asian Treasures
- Princess Charming
- Super Twins
- Muli
- Lupin
- Sinasamba Kita
- Pati Ba Pintig ng Puso
- Impostora
- Mga Mata ni Anghelita
- Kung Mahawi Man ang Ulap
- MariMar
- Pasan Ko ang Daigdig
- Zaido: Pulis Pangkalawakan
- La Vendetta
- My Only Love
- Kamandag

### 2008
- Maging Akin Ka Lamang
- E.S.P.
- Joaquin Bordado
- Kaputol ng Isang Awit
- Babangon Ako't Dudurugin Kita
- Dyesebel
- Magdusa Ka
- Gaano Kadalas ang Minsan?
- Ako si Kim Samsoon
- Codename: Asero
- Una Kang Naging Akin
- LaLola
- Gagambino
- Saan Darating ang Umaga?
- Luna Mystika

### 2009
- Ang Babaeng Hinugot sa Aking Tadyang
- Paano Ba ang Mangarap?
- Totoy Bato
- Dapat Ka Bang Mahalin?
- All About Eve
- Zorro
- Ngayon at Kailanman
- Adik Sa'Yo
- Kung Aagawin Mo ang Lahat sa Akin
- All My Life
- Rosalinda
- Darna
- Stairway to Heaven
- Ikaw Sana
- Kaya Kong Abutin ang Langit
- Tinik sa Dibdib
- Full House
- Sana Ngayong Pasko

## Années 2010

### 2010
- The Last Prince
- Ina, Kasusuklaman Ba Kita?
- Gumapang Ka sa Lusak
- First Time
- Panday Kids
- Diva
- Basahang Ginto
- Langit sa Piling Mo
- Pilyang Kerubin
- Trudis Liit
- Endless Love
- Ilumina
- Grazilda
- Bantatay
- Reel Love Presents Tween Hearts
- Koreana
- Beauty Queen
- Little Star
- Jillian: Namamasko Po

### 2011
- Dwarfina
- Alakdana
- Machete
- I ♥ You, Pare!
- Nita Negrita
- My Lover, My Wife
- Magic Palayok
- Captain Barbell
- Munting Heredera
- Blusang Itim
- Sisid
- Amaya
- Sinner or Saint
- Futbolilits
- Mistaken Identity
- Time of My Life
- Pahiram ng Isang Ina
- Iglot
- Kung Aagawin Mo ang Langit
- Ikaw Lang ang Mamahalin
- Daldalita
- Kokak

### 2012
- Legacy
- Broken Vow
- Alice Bungisngis and her Wonder Walis
- Biritera
- The Good Daughter
- My Beloved
- Hiram na Puso
- Luna Blanca
- Kasalanan Bang Ibigin Ka?
- Makapiling Kang Muli
- My Daddy Dearest
- One True Love
- Together Forever
- Faithfully
- Hindi Ka na Mag-iisa
- Sana ay Ikaw na Nga
- Aso ni San Roque
- Magdalena
- Coffee Prince
- Cielo de Angelina
- Yesterday's Bride
- Temptation of Wife
- Paroa: Ang Kuwento ni Mariposa
- Pahiram ng Sandali
- Teen Gen

### 2013
- Indio
- Forever
- Bukod Kang Pinagpala
- Unforgettable
- Mundo Mo'y Akin
- Love & Lies
- Kakambal ni Eliana
- Home Sweet Home
- Mga Basang Sisiw
- Anna Karenina
- Maghihintay Pa Rin
- My Husband's Lover
- With a Smile
- Binoy Henyo
- Pyra: Babaeng Apoy
- Akin Pa Rin ang Bukas
- Dormitoryo
- Prinsesa ng Buhay Ko
- Kahit Nasaan Ka Man
- Magkano Ba ang Pag-ibig?
- Genesis
- Katipunan
- Villa Quintana
- Adarna

### 2014
- The Borrowed Wife
- Paraiso Ko'y Ikaw
- Carmela: Ang Pinakamagandang Babae sa Mundong Ibabaw
- Rhodora X
- Innamorata
- Kambal Sirena
- Niño
- Ang Dalawang Mrs. Real
- The Half Sisters
- Dading
- My BFF
- My Destiny
- Sa Puso ni Dok
- Strawberry Lane
- Hiram na Alaala
- Ang Lihim ni Annasandra
- Yagit
- Ilustrado
- More Than Words

### 2015
- Once Upon a Kiss
- Second Chances
- Kailan Ba Tama ang Mali?
- Pari 'Koy
- InstaDad
- Let the Love Begin
- Healing Hearts
- My Mother's Secret
- Buena Familia
- Beautiful Strangers
- My Faithful Husband
- MariMar
- Destiny Rose
- Princess in the Palace
- Dangwa
- Little Nanay
- Because of You

### 2016
- Wish I May
- That's My Amboy
- Hanggang Makita Kang Muli
- The Millionaire's Wife
- Poor Señorita
- Naku, Boss Ko!
- Once Again
- Juan Happy Love Story
- Magkaibang Mundo
- Calle Siete
- Sa Piling ni Nanay
- Sinungaling Mong Puso
- Encantadia
- Someone to Watch Over Me
- Oh, My Mama!
- Alyas Robin Hood
- Trops
- Hahamakin ang Lahat
- Ika-6 na Utos

### 2017
- Meant to Be
- Pinulot Ka Lang Sa Lupa
- Legally Blind
- Destined to be Yours
- D' Originals
- Mulawin vs. Ravena
- My Love from the Star
- I Heart Davao
- Impostora
- Haplos
- G.R.I.N.D. Get Ready It's a New Day
- My Korean Jagiya
- Super Ma'am
- Kambal, Karibal

### 2018
- The One That Got Away
- Sirkus
- Sherlock Jr.
- The Stepdaughters
- Hindi Ko Kayang Iwan Ka
- Ang Forever Ko'y Ikaw
- Contessa
- The Cure
- My Guitar Princess
- Inday Will Always Love You
- Kapag Nahati ang Puso
- Victor Magtanggol
- Onanay
- Ika-5 Utos
- Pamilya Roces
- Asawa Ko, Karibal Ko
- Cain at Abel

### 2019
- TODA One I Love
- Inagaw na Bituin
- Kara Mia
- Hiram na Anak
- Dragon Lady
- Sahaya
- Bihag
- Love You Two
- Dahil sa Pag-ibig
- The Better Woman
- Hanggang sa Dulo ng Buhay Ko
- Prima Donnas
- Beautiful Justice
- The Gift
- One of the Baes
- Madrasta
- Magkaagaw

## Années 2020

### 2020
- Anak ni Waray vs. Anak ni Biday
- Love of My Life
- Descendants of the Sun
- Bilangin ang Bituin sa Langit

### 2021
- Owe My Love
- Babawiin Ko ang Lahat
- First Yaya
- Heartful Café
- Agimat ni Agila
- Legal Wives
- Nagbabagang Luha
- To Have & to Hold
- Las Hermanas
- I Left My Heart in Sorsogon

### 2022
- Abot-Kamay na Pangarap

### 2023
- Voltes V: Legacy
- Royal Blood
- Love Before Sunrise

### Sources
- (en) Cet article est partiellement ou en totalité issu de l’article de Wikipédia en anglais intitulé « List of GMA Network drama series » (voir la liste des auteurs).